# Theodorus J.J. Bouwman
Theodorus J.J. Bouwman (n. 20 iulie 1947, Amsterdam, Țările de Jos) este un om politic neerlandez, membru al Parlamentului European în perioada 1999-2004 din partea Țărilor de Jos.

## Legături externe
- Theodorus J.J. Bouwman pe site-ul Parlamentului European

1. ↑  Deputații în Parlamentul European